# 掛川宿
掛川宿（かけがわしゅく、かけがわじゅく） は、東海道五十三次の26番目の宿場である。

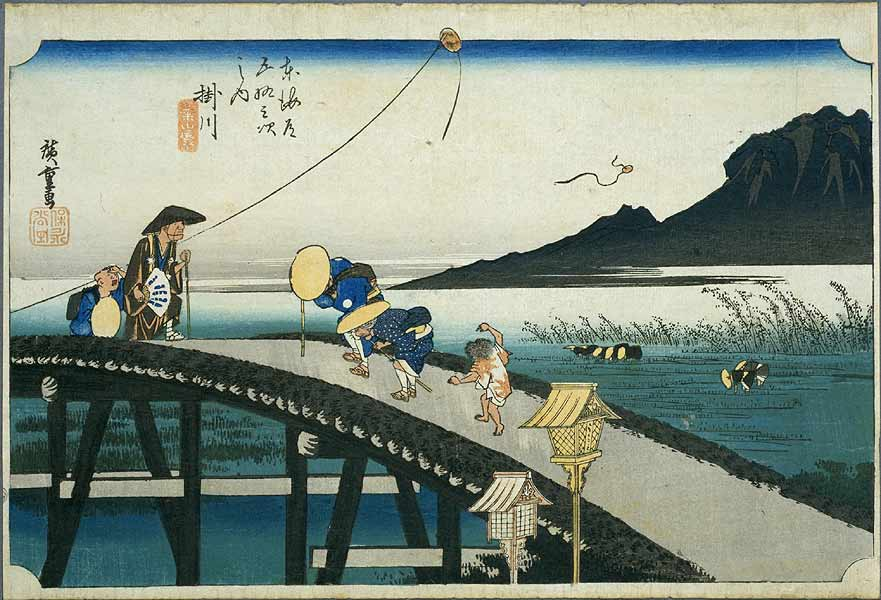
歌川広重『東海道五十三次・掛川』

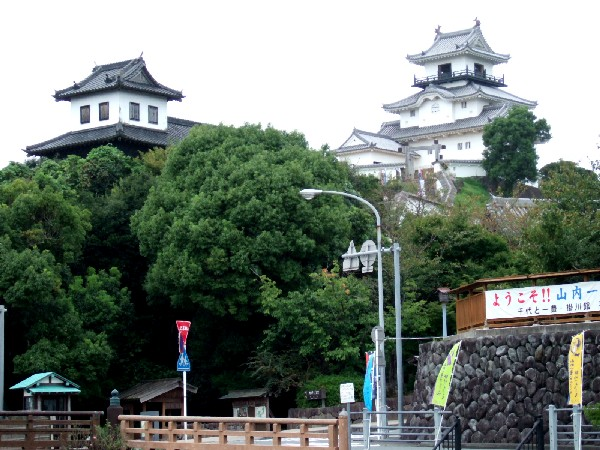
城下を見下ろす掛川城

## 概要
現在の静岡県掛川市の中心部であり、山内一豊が改修して棲んだことで知られる掛川城の城下町でもある。
また、駿河湾沿岸の相良（現在の牧之原市）から秋葉山（現在の浜松市天竜区春野町）を経て、信濃国へ通じる塩の道が交差している宿場でもあった。塩の道は、江戸時代以降は秋葉参詣のルートの一つとして秋葉街道とも呼ばれ、歌川広重の「東海道五十三次」には秋葉街道が分岐する大池橋より仰いだ秋葉山と参詣者の姿が描かれた。現在でも「秋葉通り」「秋葉路」などの地名がある。

## 町
宿場は表町8町、裏町4町、横町1町の計13町で構成された。これらの町名は現在でも住所、行政区分、自治区名などとして残っている。
- 表町
  - 新町（しんまち）
  - 木町（喜町、きまち）
  - 仁藤町（にとうちょう）
  - 連雀町（れんじゃくちょう）
  - 中町（なかまち）
  - 西町（にしまち）
  - 下俣町（しもまたちょう）
  - 十九首町（じゅうくしょちょう）
- 裏町
  - 塩町（しおまち）
  - 肴町（さかなまち）
  - 紺屋町（こうやまち）
  - 研屋町（とんやまち）
- 横町
  - 瓦町（かわらまち）

## 最寄り駅
- JR東海道新幹線（東海道本線、天竜浜名湖鉄道）掛川駅

## 史跡・みどころ
- 掛川城
- 七曲り（新町） - 城下町特有の遺構。
- 円満寺（西町） - 山内一豊縁の寺であり、かつて掛川城内堀にあったとされる蕗の門がある。
- 十九首塚（十九首町） - 平将門伝説が残る。

## 隣の宿
東海道
日坂宿 - 掛川宿 - 袋井宿

## 舞台にした作品
- 「掛川の宿」（彫刻師左甚五郎と絵師狩野探幽が宿で同宿する浪曲の噺、初代京山幸枝若が得意とした。後に落語にも改作される）